# Joseph II de Constantinople
Joseph II de Constantinople (en grec : Ιωσήφ Β΄ ; né vers 1360, mort à Florence le 10 juin 1439) fut patriarche de Constantinople de 1416 à 1439.

## Biographie
Né en 1360, Joseph est généralement considéré comme un fils illégitime d'Ivan Chichman, tsar de Bulgarie, et d'une noble grecque de la famille des Philanthropènes. Une autre hypothèse, considérant que la paternité d'Ivan Chichman serait trop précoce, en fait un fils d'Ivan Alexandre.
On ne connaît rien de sa jeunesse avant qu'il ne devienne moine au Mont Athos. Il est nommé métropolite d'Éphèse en 1393, année de la destruction du royaume de Bulgarie, et deux ans après la conquête de la ville par les Ottomans. Vitalien Laurent voit dans cette promotion l'appui de son demi-frère Alexandre, devenu musulman et qui avait été nanti d'un fief en Anatolie, mais aussi l'influence de l'empereur Manuel II Paléologue qui souhaitait se rapprocher de la tante de Joseph, Tamara, donnée comme épouse au sultan Mourad Ier en 1375.
Malgré son manque d'instruction séculière et la faiblesse de ses connaissances théologiques, il est élu patriarche de Constantinople le 21 mai 1416. En 1422, il a une première conférence avec Antoine de Messine, envoyé du Pape Martin V, sur les possibilités d'union des deux Églises.
Le 27 novembre 1437, il quitte Constantinople avec  l'empereur byzantin Jean VIII Paléologue, 23 évêques métropolitains et d'innombrables savants et des théologiens pour assister au concile général. La délégation arrive à Venise le  8 février suivant et se rend à Ferrare pour l'ouverture du concile, le 9 avril 1438. Le 9 juin, après de longues négociations, il accepte de vive voix et par écrit le principe de l'union qui doit être entérinée au concile de Florence, dont la première réunion se tient le 17 février 1439.
Bien qu'à Florence, il ait été cantonné dans le Palazzo Ferrantini, il est représenté dans les fresques de Benozzo Gozzoli dans la chapelle des Mages du Palazzo Medici-Riccardi, qui célèbre l'entrée dans la ville des dignitaires byzantins.
Joseph II, âgé de près de 80 ans et malade, meurt à Florence le 10 juin 1439. Sa disparition cause un grand émoi parmi les participants au concile, car il était un « fervent partisan de l'union entre les Églises ». L'empereur Jean VIII propose le métropolite de Nicée Basilius Bessarion, présent à Florence, comme successeur. Ce dernier, conscient des difficultés à venir auprès des populations grecques, refuse mais obtient le cardinalat du Pape. Il a finalement comme successeur à la tête de l'Église de Constantinople Métrophane II, qui est nommé par l'empereur Jean VIII Paléologue en raison de ses sentiments pro-unioniste.
La tombe de Joseph II, située dans l'église du couvent dominicain de Santa Maria Novella à Florence, existe encore, avec un portrait en fresque élaborée dans un style pseudo-byzantin.